# アロエ
アロエ（蘭: Aloë）は、ツルボラン亜科アロエ属の植物の総称。多年草または、低木および高木となる多肉植物で、300種以上が知られている。南アフリカ共和国からアラビア半島まで広く分布するが、とりわけアフリカ大陸南部、およびマダガスカル島に集中して分布する。属名は、古代アラビア語のalloeh（苦みのあるの意）に由来し、葉に苦い汁があることにちなむ。アラビア語でアロエを「ロエ」と発音したので、中国では漢字で音写した「蘆薈」とし、日本で音読みして「ロカイ」とも称した。琉球方言では「どぅぐゎい」と称する。
エジプトやギリシャなどで紀元前から利用が確認され、日本にはアフリカ喜望峰周辺原産で、樹高2メートル程に成長するアロエ・アフリカーナ（和名：喜望峰蘆薈）が、鎌倉時代頃に伝来した。現在はキダチアロエ (Aloe arborescens) が九州、瀬戸内海、伊豆半島、房総半島などの太平洋側の海岸に逸出し、帰化（野生化）している。流通しているものとしてはキダチアロエの他にアロエベラ(A. vera)が多く、その他にもアロエ・サポナリア、アロエ・不夜城など多くの品種が食用や観賞用として栽培される。また、アロエには、斑入り品種でなくても「千代田錦」や「綾錦」、「帝王錦」など「錦」がつく園芸名が多いのも特徴になっている。
アロエ属の科は分類体系によって変遷しており、APG体系の第4版ではツルボラン科とされている。過去にはユリ科、アロエ科、ススキノキ科とされたことがあった。

## 形態
種により草本から、低木、高木となる多肉植物で、茎がある種とない種がある。茎は目だった茎を持たないものから高く伸びるもの、めったに分枝しないものから多数に分枝するものまで多様である。
葉は肉厚で、先が尖り、葉縁には鋸葉またはトゲがあり、葉の付き方はロゼット状であることが多い。しばしば、扇状であったり肉厚が薄いものも存在し、CAM型光合成を行う。朱色ないし黄色の花が咲き、花被は管状で、花被片は6弁あり基部で合着するか離生する。雌蕊1つに対して雄蕊は6つある。花序は腋生また頂生の総状花序、または円錐花序であり、花茎は数センチメートル (cm) から1メートル (m) に伸びる。花粉は主にタイヨウチョウ科の鳥が媒介する。
高木状に成長する種では幹の皮層の内側に維管束形成層が生じ肥大成長を行う。

## 栽培
日当たりを好み、鉢植えは春から秋にかけて戸外で栽培され、冬場は室内の明るい場所で管理されている。降霜する地域では温室栽培で、暖地では露地栽培もされ、高さは2メートルにもなる。寒さに弱く、乾燥には強い性質で、栽培適温範囲は気温が15 - 25℃の範囲とされるが、水を断つことにより5℃以下の低温でも耐えることも出来る。施肥は初夏から初秋にかけて、月1回程度、油かすなどの置き肥を施すと良いといわれている。繁殖は挿し木により行われ、5月から9月にかけて葉を切り落として1週間ほど陰干して茎の切り口を乾かしたあと、砂地に差すと発根する。

## 種類
約500の原種が知られ、自生地では高さ20メートルの大木に育つ種類から、高さ5センチメートル程度の小型種まであり、変化に富む。
アフリカ大陸の南アフリカを中心に、ソマリア、エチオピア、エリトリアから地中海沿岸、マダガスカル島、アラビア半島、カナリア諸島、マスカリーン諸島、ソコトラ島などに300種以上が分布する。

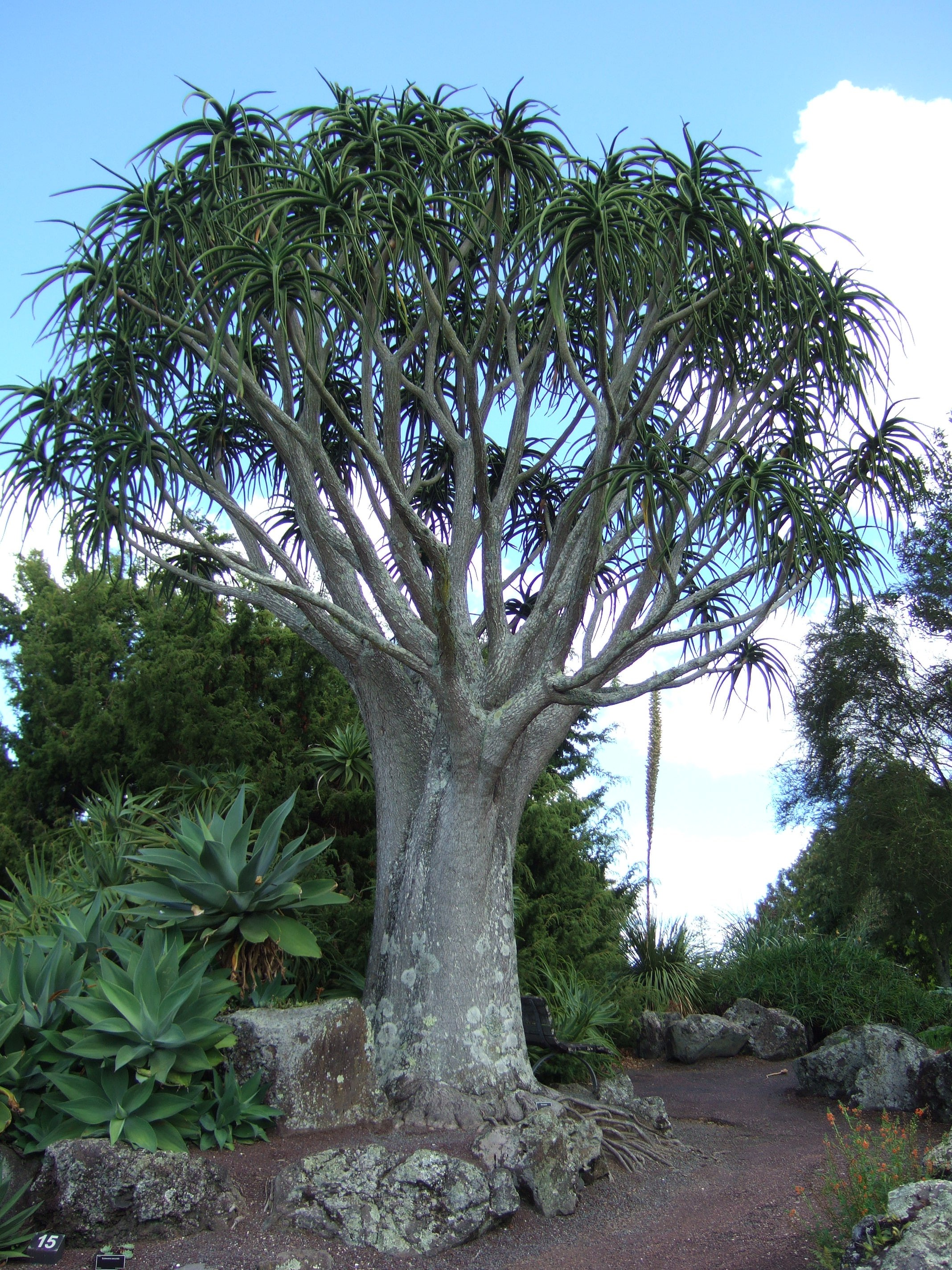
アロエ・バーベラエ

アロエ属の最大品種はアロエ・バーベラエ（A. barberae）で 高さ18 mにもなり、花茎は三叉に分岐、ピンクの花をつける。逆に、最小のものはアロエ・ディスコイングシー（A. descoingsii）で最大でも数センチメートルにしかならない。
詳細はアロエの一覧（英語: List of Aloe species）を参照。ここでは代表的な品種を挙げる。

### キダチアロエ
キダチアロエ（木立蘆薈、A. arborescens）は観賞用、食用として栽培され、家庭で多く植えられているアロエで、キダチロカイともよばれている。南アフリカ原産。日本では、太平洋側に繁殖し、人家で栽培されている。「木立ち」の名の通り茎が伸びて立ち上がって木質化し、成長につれ枝は多数に分かれ、高さは1メートル以上になる。葉は灰緑色の多肉質で、縁には角質三角形のトゲが列をなして生え、葉の基部は広がって茎を抱く。暖地では戸外でも育ち、夏に葉腋から花序を出して、冬に赤橙色の筒状花が垂れてつく。葉の外皮は苦味が強いが、葉内部のゼリー質はアロエベラと変わらず苦味はない。ワシントン条約によって輸出入は制限されている。
栽培では、耐寒性がないことから冬場は灌水を控えて室内の暖かい場所か暖房室に置かれる。株分けは容易で、鉢植えでは根回りが早く、根腐れを起こしやすいことから毎年植え替えられる。
俗に「医者いらず」と呼ばれるほど薬効がある植物として有名で、健胃や便秘薬として、生葉の透明な多肉質部分を食したり、乾燥葉をアロエ茶として飲用したりするほか、水虫、火傷に生葉の汁を外用したりする。胃腸の熱を冷まして炎症を治す薬草のため、胃腸が冷えやすい人や妊婦への服用は禁忌とされている。

### アロエベラ
アロエベラ（A. vera、シノニム：A. barbadensis）は、和名をシンロカイと称し、別名でキュラソウアロエ、トゥルーアロエとも呼ばれている。主に食用として栽培され、葉の外皮を剥いた葉肉（海綿状組織と柵状組織の部分）が使用されている。原産地は不詳で、通説としてアラビア南部とされている。ほぼ全種がワシントン条約で保護されるアロエ属にあって唯一栽培種として例外措置されている。葉は長さ70 - 80センチメートルほどで、幅は約10センチメートル前後、厚さは5センチメートルほどになる。1 - 2月ごろに黄色い花が咲き、葉は長く株の中心部の葉が成長し、外側の葉は成長に伴い枯死する。寒さには弱い。葉肉はゼリー状で苦味がないことから食用になり、ヨーグルトに入れるほか、日本では刺身などにされ、便秘によいと言われている。ただし、利用方法については痔疾患者や妊婦は使用禁忌とも言われている。

## 人間との関わり
多肉植物として栽培されることがあり、その葉が主に鑑賞され、楽しまれている。キダチアロエなどが薬用に利用されている。薬用効果を期待して、アロエ酒、アロエジュースなどの加工食品や、アロエ入り化粧品もある。日本におけるアロエ使用に関する文献では、貝原益軒の「大和本草」（1707年）に確認できる。
旧約聖書ではアロエは没薬、シナモンと並べて香料として出てくる（民数記24，06；詩編045，009；箴言07，17；雅歌04，14。新共同訳聖書での「アロエ」に対して、聖書協会共同訳では「沈香」）。新約聖書では、ヨハネによる福音書19章39・40詩節においてニコデモが「没薬と沈香を混ぜた物を」持って来て、イエスの遺体を「受け取り、ユダヤ人の埋葬の習慣に従い、香料を添えて亜麻布で包んだ」（新共同訳聖書での「沈香」に対して、聖書協会共同訳では「アロエ」）とある。ただし、ラテン語 訳聖書で>aloe(s)<が使用されているのは、上記個所のうち箴言、雅歌、ヨハネによる福音書の3か所で、民数記では>tabernacula<が、詩編では>gutta<が使われている。
西欧中世の百科事典、セビリャのイシドールス（San Isidoro de Sevilla）の『語源』（Etymologiae ）には、アロエはインドとアラビアで生育し、極めて甘く甘美な香りがする。祭壇上で供物としてジャコウソウの代わりに焚かれると記述されている（XVII 8,9）。
ドイツ中世を代表する宮廷叙事詩人ヴォルフラム・フォン・エッシェンバッハ の聖杯騎士物語『パルチヴァール』においては、聖杯城では大理石で築いた炉台の上で「リグヌム・アロエという香木が燃えていた」、聖杯王アンフォルタスの傷の痛みを和らげるために「リグヌム・アロエの香木をいぶしたりして用いた」との記述がある。本事典 沈香にある「ラテン語では古来 aloe の名で呼ばれ、英語にも aloeswood の別名がある。このことからアロエ（aloe）が香木であるという誤解も生まれた」という記述を考慮すると、上記作品中の「リグヌム・アロエ」は、我々が普通に想像する「アロエ」とは無関係の香木かもしれない。なお、ヴォルフラム・フォン・エッシェンバッハの十字軍文学『ヴィレハルム』においては、異教徒と勇敢に戦ったヴィヴィーアンツが戦死した際に、「ろかいの木の燃えているのを思わせる香りが…一面に立ち籠めた」（69,12-15）と描写されているほか、異教徒側の貴族テダルーンが所有する森の名前（375,24-25 ; 379,24-25）と彼が携える槍の柄（444,14-15）がアロエであると記されている。

### 生薬

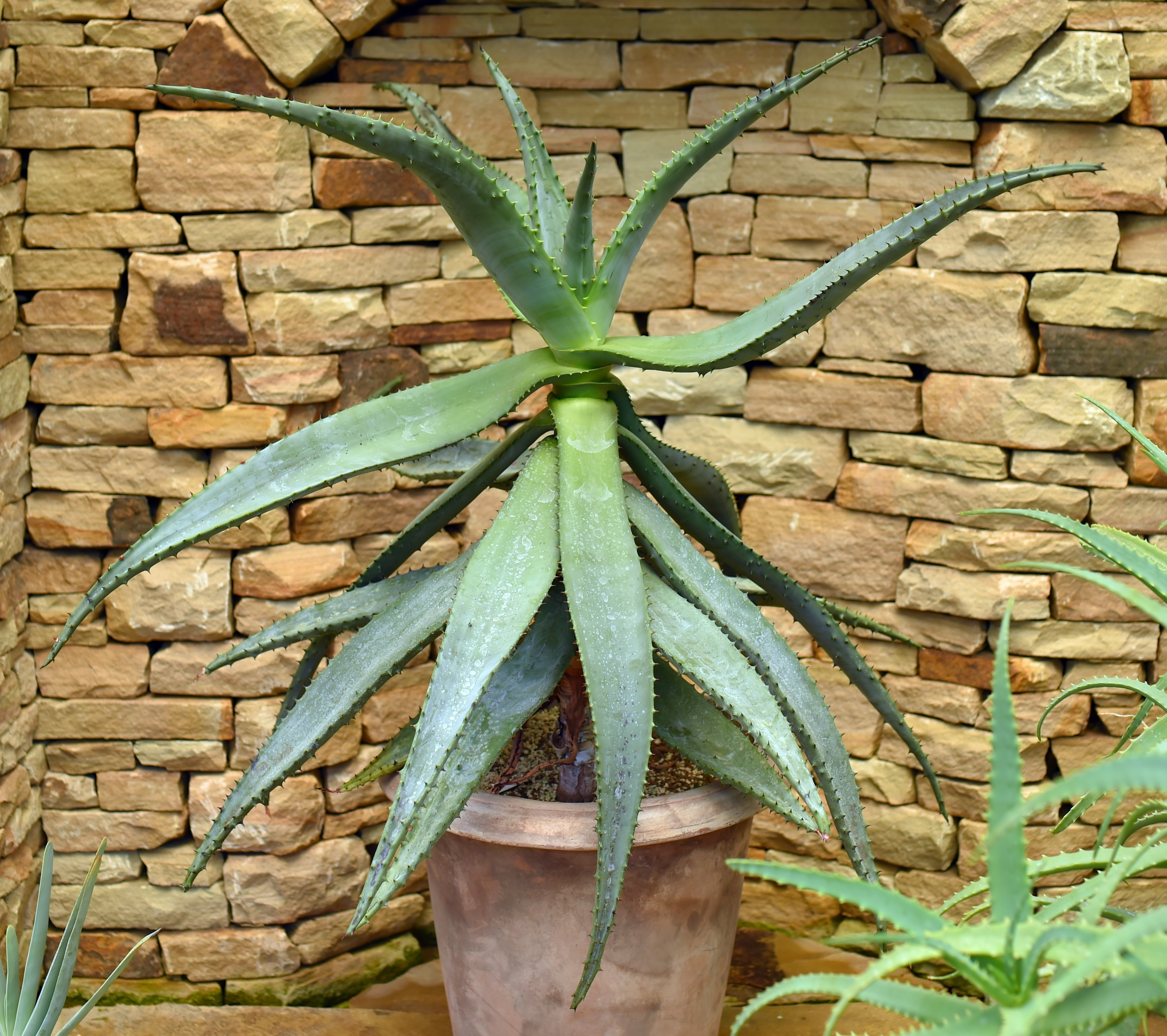
アロエ・フェロックス（ケープアロエ）

アロエはアラビア語のAllochに由来し、古代オリエント・古代ギリシア・古代ローマでは既に薬用として栽培されていた。東アジアには宋代にアロエの乾燥した塊が伝えられて『開宝本草』に「奴薈」「蘆薈」の名で現れ、明代の『本草綱目』にも皮膚病の薬として載せられているが、植物自体は伝えられていなかったようで、アロエそのものは広葉樹であると誤解されていたらしい。日本では江戸時代に「蘆薈」と漢字書きとしたが、現在では属名でもある「アロエ」と一般に称している。日本への輸入時期は不明だが、遅くとも江戸時代には薬草として知られていた。
日本薬局方に基原植物として収載されているアロエ（蘆會）は、同属のアロエ・フェロックス （A. ferox、青鰐蘆會、猛刺蘆會、ケープアロエともいう）及び、これとアロエ・アフリカーナ （A. africana）、 またはアロエ・スピカータ （A. spicata） との雑種と定められている。これらの葉の汁を濃縮乾燥させたものが、日本薬局方でいう「アロエ」である。なお、キダチアロエ・ケープアロエ以外の観葉植物として出回っているほとんどのアロエには、薬効となる成分は含まれていないので、誤った使用をすべきではない。
フィリピンでは頭皮に塗りつける事により、毛が生えると言い伝えがある。
キダチアロエは、民間では俗に「医者いらず」といわれてきたものであり、外用では火傷、切り傷、虫刺されに、また内用では胃腸痛、便秘など多くの効能があるとされる。生葉にはアロインやアロエエモジンなどを含む。葉肉や葉の液汁の内服でアロイン少量の働きで健胃効果があるとされ、少し多く用いると大腸を刺激して働きを盛んにし、また含有するバルバロインの下剤効果により便秘に効果がある。ただし、アロエエモジンにも緩下作用があるが子宮を収縮する作用も働くため、妊婦が連用することは好ましくない。また体質によっては胃炎を起こす場合があることや、継続摂取による大腸の色素沈着を起こすことがあることなども報告されている。また生葉を切ったところから出る粘液を、外用として傷や火傷など皮膚の患部に塗布して用いられる場合もある。ドイツの薬用植物の評価委員会コミッションEによれば、ゲル状物質（葉の中央にある柔組織に存在する粘性の物質）の外用は、痛みや火傷の回復に対して有効性が示唆されている。ただし、逆に悪化させた例も報告されており、使用には一定の注意が必要である。
専門機関の研究によれば、子宮収縮作用があるため、妊娠中の使用は避けるべきとされる。また、長期間の多量摂取や12歳以下の小児の摂取、妊娠中・授乳中や月経時及び腸の病気の場合、摂取には注意が必要である。

## 参考画像

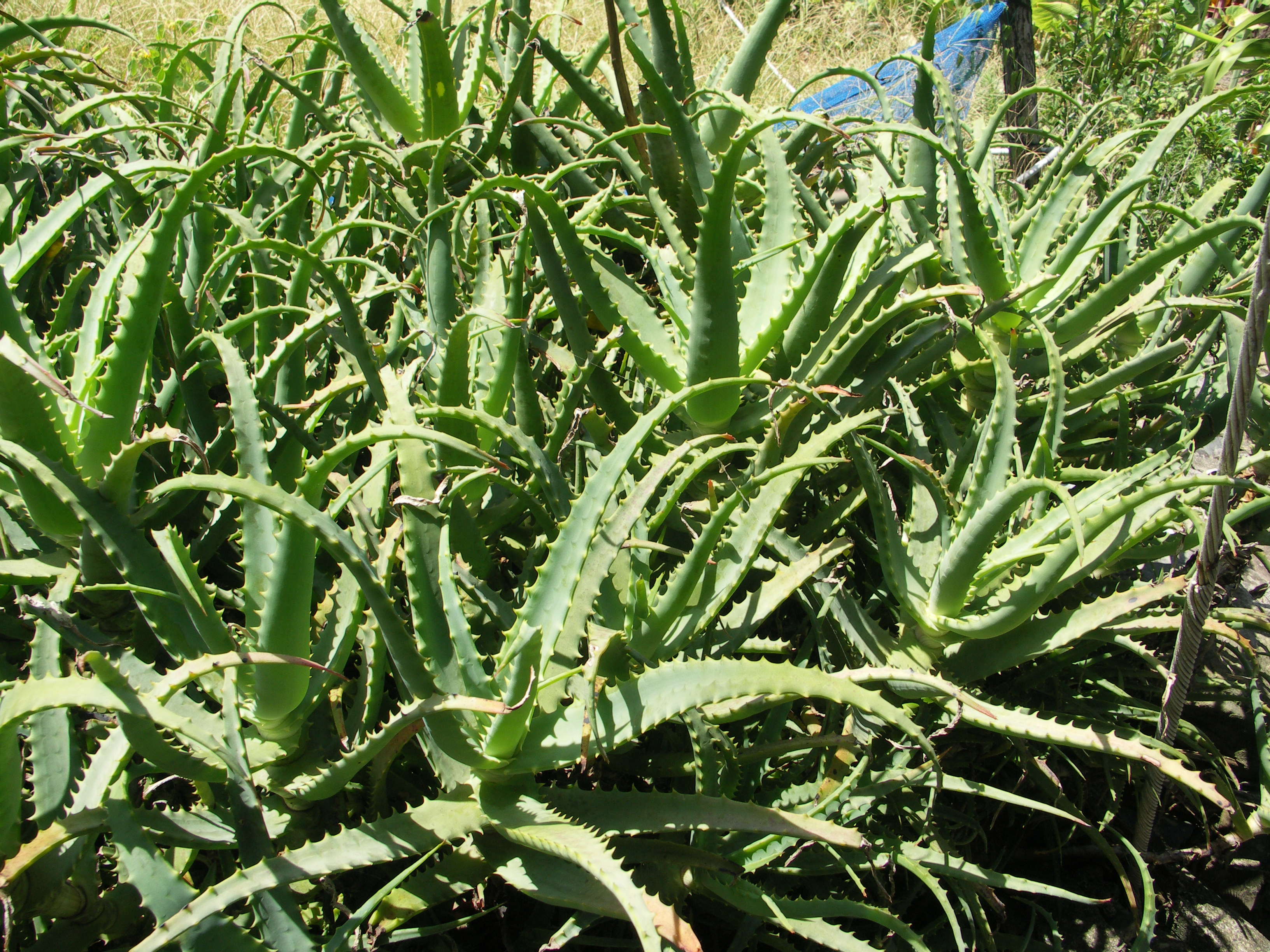
群生するアロエ
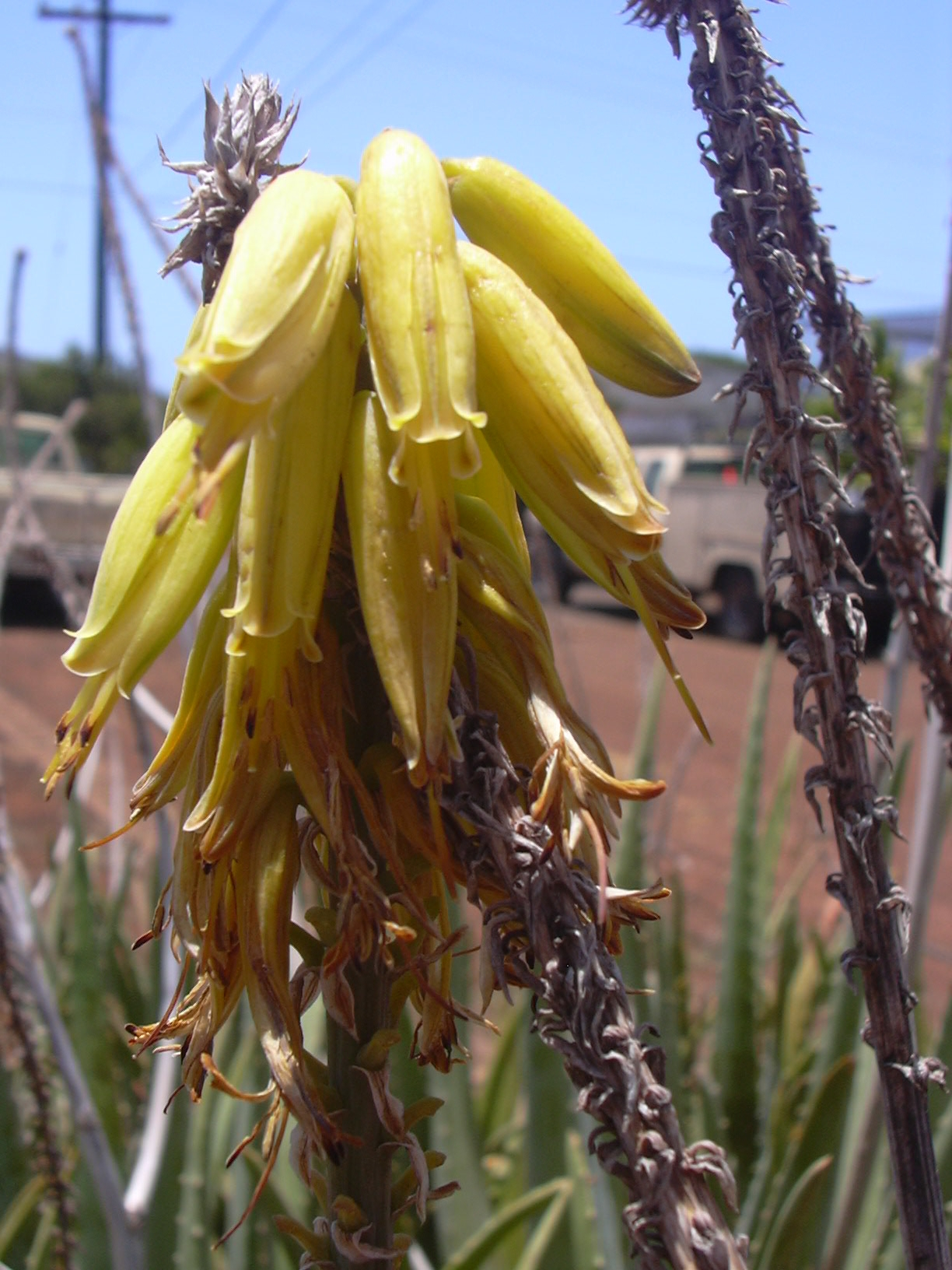
アロエベラの花
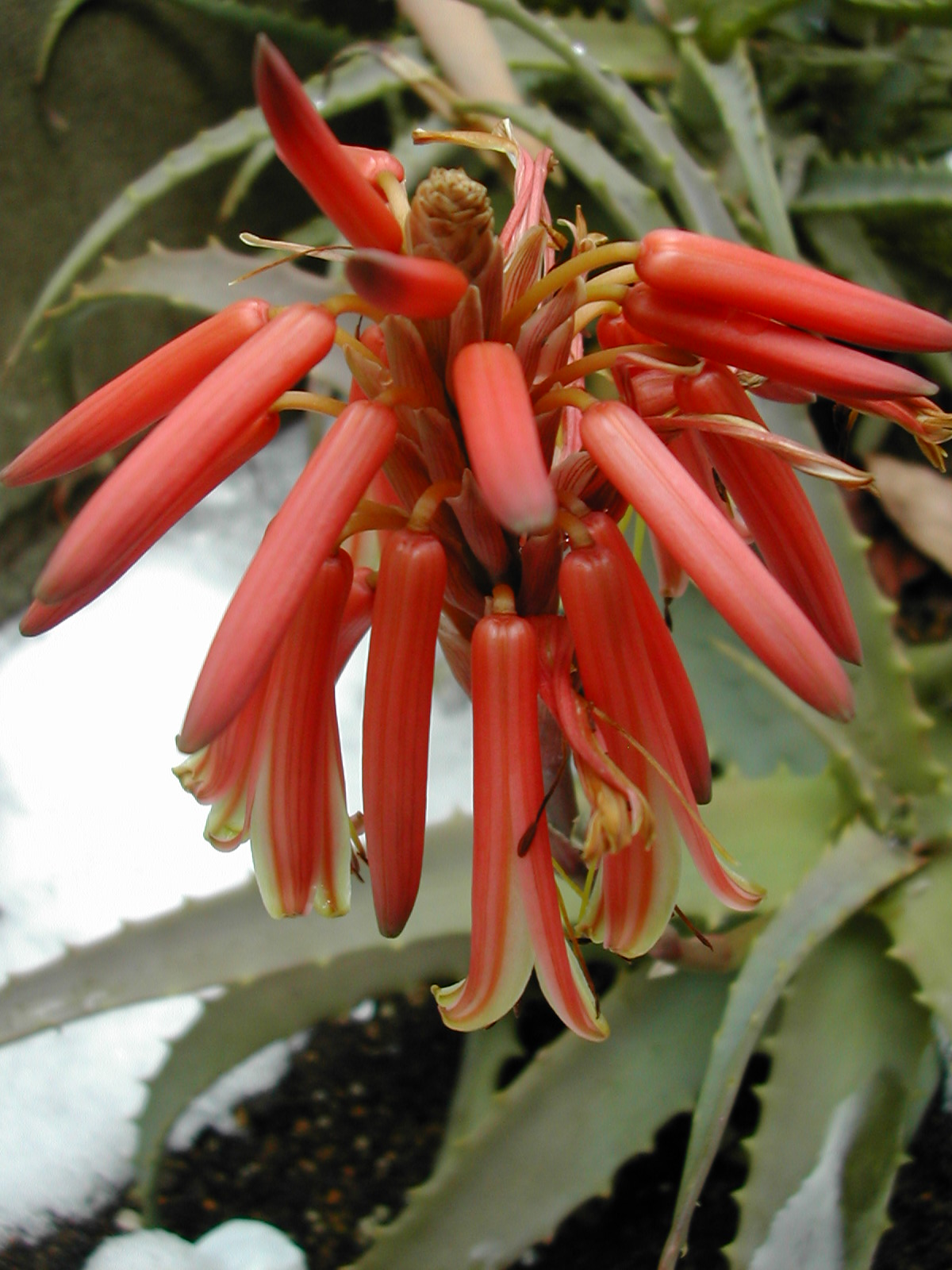
キダチアロエの花
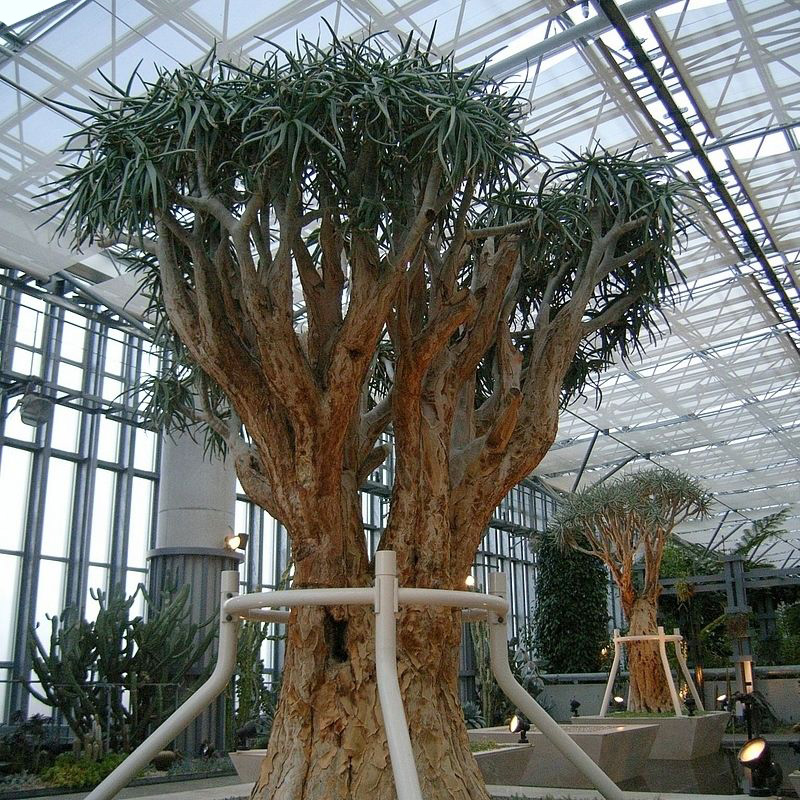
アロエ ディコトマ 奇跡の星の植物館での展示
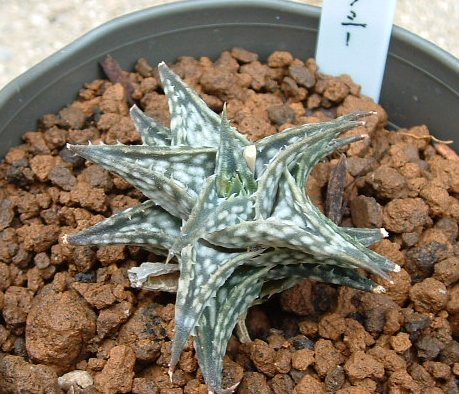
世界最小のアロエ ディスコイングシー
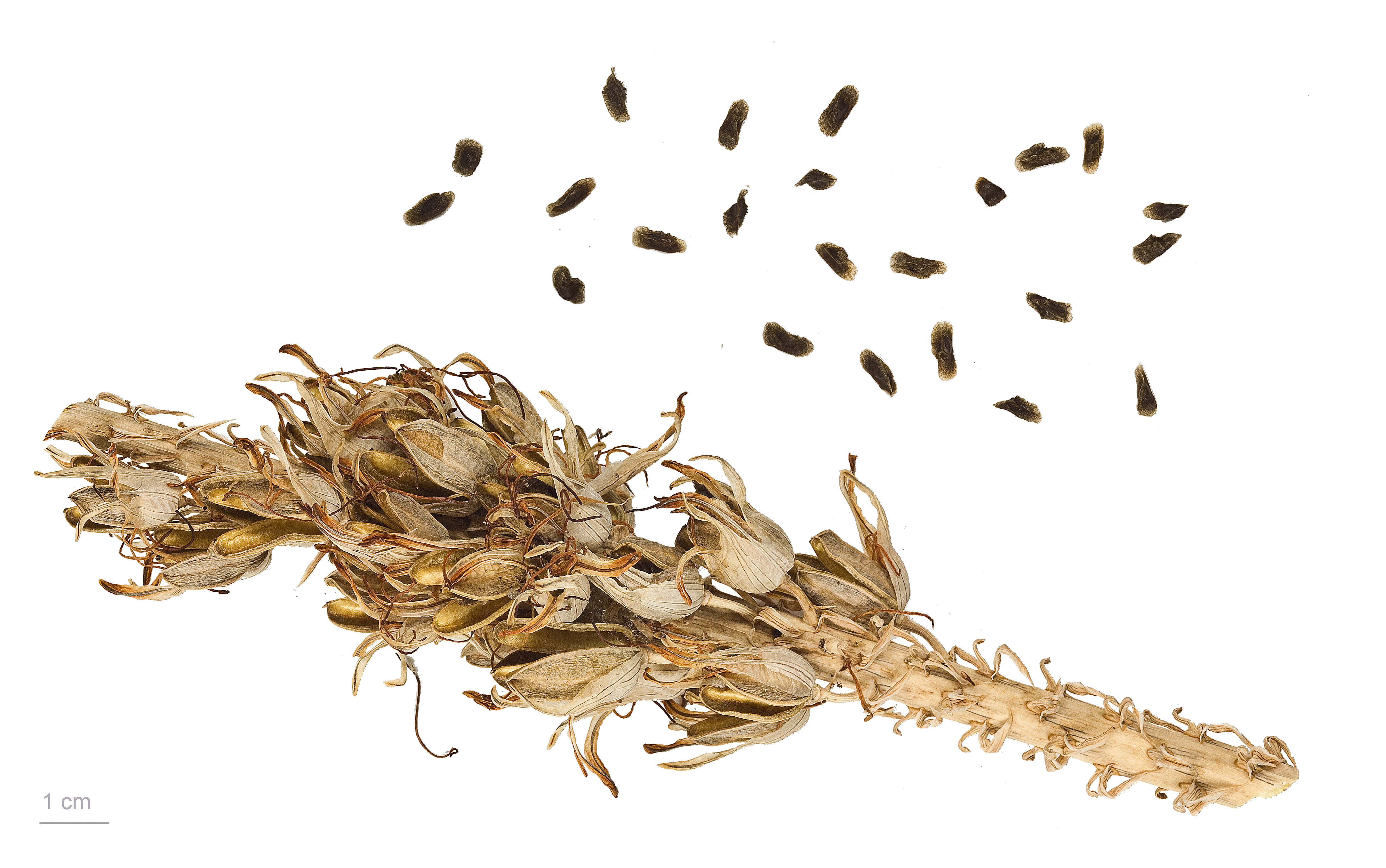
Aloe vera - Museum specimen